# Лесли (Јужна Каролина)
Лесли (енгл. Lesslie) насељено је место без административног статуса у америчкој савезној држави Јужна Каролина.

## Демографија
По попису из 2010. године број становника је 3.112, што је 844 (37,2%) становника више него 2000. године.
| Група             | 2000.         | 2010.         |
| Белци             | 2.109 (93,0%) | 2.582 (83,0%) |
| Афроамериканци    | 90 (4,0%)     | 319 (10,3%)   |
| Азијати           | 6 (0,3%)      | 54 (1,7%)     |
| Хиспаноамериканци | 11 (0,5%)     | 90 (2,9%)     |
| Укупно            | 2.268         | 3.112         |